# Nechemiasz Tytelman
Nechemiasz Tytelman (zm. w 1943) – polsko-żydowski działacz polityczny i sportowy, współpracownik organizacji Oneg Szabat w getcie warszawskim.

## Życiorys
Był działaczem partii Poalej Syjon-Lewica. W 1927 z ramienia Żydowskiego Robotniczego Komitetu Wyborczego Poalej-Syjon kandydował do Rady Miejskiej m.st. Warszawy. Był również współzałożycielem i członkiem władz partyjnego Klubu Sportowego „Sztern”. Na podstawie jego dziennika wiadomo, że po wybuchu II wojny światowej zbiegł do ZSRR, ale na wiosnę 1940 powrócił do Warszawy. W getcie był aktywnym działaczem Poalej Syjon-Lewica. Był również współpracownikiem grupy Oneg Szabat, tworzącej podziemne archiwum getta warszawskiego, w ramach której gromadził materiały dotyczące folkloru getta (teksty piosenek, dowcipy, anegdoty, przysłowia, zagadki, rymowanki), a także opracowywał relacje. Swoje rękopisy sygnował inicjałami N.R. lub kryptonimem N. Rocheles.
Zginął w 1943 prawdopodobnie w trakcie powstania w getcie warszawskim. 